# النصب التذكاري ومتحف 11 سبتمبر الوطني
النصب التذكاري والمتحف الوطني لـ11 سبتمبر (المعروف أيضًا باسم النصب التذكاري ومتحف 9/11) هو نصب تذكاري ومتحف في مدينة نيويورك يحيي ذكرى هجمات 11 سبتمبر 2001، التي قتلت 2977 شخصًا، وتفجير مركز التجارة العالمي لعام 1993، الذي قتل ستة أشخاص. يقع النصب التذكاري في موقع مركز التجارة العالمي؛ الموقع السابق للبرجين التوأمين اللذين دُمرا خلال هجمات 11 سبتمبر. تدير مؤسسة غير ربحية النصب وتتمثل مهمتها في جمع الأموال من أجل برمجة وتشغيل النصب التذكاري والمتحف في موقع مركز التجارة العالمي.
خُطط من أجل إحياء النصب التذكاري في أعقاب الهجمات وتدمير مركز التجارة العالمي للضحايا والمشاركين في عمليات الإنقاذ والإنعاش. الفائز في منافسة الموقع التذكاري لمركز التجارة العالمي كان المهندس المعماري الإسرائيلي الأمريكي ميخائيل أراد من شركة هاندل آركيتيكتس، وهي شركة مقرها نيويورك وسان فرانسيسكو. عمل أراد مع شركة بيتر ووكر لهندسة المناظر الطبيعية وتشاركا في عمل التصميم، ما أدى إلى إنشاء غابة من أشجار البلوط الأبيض مع بركتين مربعتين متعاكستين في المركز تشيران إلى موقع البرجين التوأمين. في أغسطس 2006، بدأت مؤسسة ميموريال وهيئة ميناء نيويورك ونيوجيرسي أعمال بناء ثقيلة في النصب التذكاري والمتحف. يتماشى التصميم مع المخطط الرئيسي الأصلي لدانيال ليبسكيند، الذي دعا إلى أن يمتد النصب التذكاري على مساحة 30 قدمًا (9.1م) تحت مستوى الشارع  -في الأصل 70 قدمًا (21 م)- في ساحة، وكان السبب الوحيد الذي أدى إلى تجاهل ليبسكيند الاشتراط على المباني أن تعلو آثار أقدام البرجين التوأمين. أعيدت تسمية النصب التذكاري لمركز التجارة العالمي باسم النصب التذكاري ومتحف 11 سبتمبر الوطني في عام 2007.
أقيم حفل تأبين بمناسبة الذكرى العاشرة للهجمات في النصب التذكاري لـ11 سبتمبر 2011، وافتتح للجمهور في اليوم التالي. خُصص المتحف في 15 مايو 2014، مع ملاحظات من مايكل بلومبرج والرئيس باراك أوباما. افتتح المتحف للجمهور في 21 مايو.

## خلفية

### جولة وطنية
في سبتمبر 2007، بدأ النصب التذكاري والمتحف جولة لمدة أربعة أشهر في 25 مدينة في 25 ولاية من أجل التوعية الوطنية، وشارك الآلاف في الأنشطة السياحية. بدأت الجولة في فينلاي بارك في كولومبيا بولاية ساوث كارولينا، وانتهت في ميدان ستينبرينر في تامبا، فلوريدا. تضمنت الأحداث البارزة معرضًا للصور الفوتوغرافية والمصنوعات اليدوية من الموقع وفيلم يحتوي على روايات مباشرة من أفراد تعرضوا للهجمات بشكل مباشر. في حفل الافتتاح في ولاية كارولينا الجنوبية، كُرم طلاب مدرسة وايت نول ميدل سكول (الذين جمعوا أكثر من 500,000 دولار في عام 2001 لشاحنات جديدة من أجل الدفاع المدني في مدينة نيويورك) وقدم ضابط شرطة مدينة نيويورك المتقاعد مارسيلو بفيدا إلى المدينة العلم الأمريكي الذي حلّق فوق الأرض صفر. كانت الأهداف الرئيسية لجولة عام 2007 هي العوارض الفولاذية، التي استُخدمت لاحقًا في بناء النصب التذكاري، من أجل توقيع الزوار.

### جمع التبرعات
ينظم النصب التذكاري والمتحف الوطني في 11 سبتمبر «حملة حصاة»، إذ يمكن للمساهم رعاية حصاة مرصوفة تحاذي ساحة النصب التذكاري. يُعترف بالجهات المانحة على موقع النصب التذكاري. يمكن للمانحين تحديد موقع حصاتهم عن طريق إدخال اسمهم في كشك في ساحة ميموريال. في عام 2008، أجرى النصب التذكاري حملتي تبرعات  للحصاة في عطلتين رسميتين: الأولى في عيد الأب، والثانية في موسم عطلة ديسمبر.
قال وزير شؤون الإسكان والتنمية الحضرية شون دونوفان في 9 سبتمبر 2011 إن الوزارة قدمت 329 مليون دولار إلى النصب التذكاري ومتحف 11 سبتمبر الوطني من خلال برنامج (إتش يو دي)  كوميونتي بلوك غرانت. وفقًا لسي إن إن، أسقطت هيئة ميناء نيويورك ونيوجيرسي ادعاءها بأن النصب التذكاري والمتحف 9/11 مدينان لها بمبلغ 300 مليون دولار في تكاليف البناء مقابل «الإشراف المالي على المتحف والنصب التذكاري».
رعى السيناتور دانييل إينوي من هاواي (إس.1537)، النصب التذكاري ومتحف 11 سبتمبر الوطني لعام 2011، الذي سيوفر 20 مليون دولار من الأموال الفيدرالية سنويًا للميزانية التشغيلية للنصب التذكاري (حوالي ثلث ميزانيتها الإجمالية). قُدم التشريع إلى لجنة مجلس الشيوخ الأمريكي للطاقة والموارد الطبيعية في 19 أكتوبر 2011. أذن لوزير الداخلية بقبول التبرع من قبل مجلس إدارة النصب التذكاري بملكية النصب التذكاري ومتحف 11 سبتمبر الوطني في مقابل التمويل الفيدرالي لـ إس.1537، رهنًا بموافقة المجلس، وحكام نيويورك ونيوجيرسي، ورئيس بلدية نيويورك ووزير الداخلية. في 19 أكتوبر 2011، أعرب وليام شادوكس من خدمة المنتزه الوطني عن قلقه أمام لجنة مجلس الشيوخ المعنية بالطاقة والموارد الطبيعية بشأن قدرة الوكالة على توفير الأموال المطلوبة بموجب إس.1537، وشهد على أن ملكية (إن بّي إس) ستقوم عليها دون امتلاكها رقابة تشغيلية وإدارية على النحو المنصوص عليه.

## النصب التذكاري

### التاريخ

#### التخطيط
تذكر وتكريم الآلاف من الرجال والنساء والأطفال الأبرياء الذين قتلوا على يد الإرهابيين في الهجمات المروعة التي وقعت في 26 فبراير 1993 و11 سبتمبر 2001.
تقديس احترام هذا المكان من خلال الخسارة المأساوية.
التعرف على قدرة أولئك الذين بقوا على قيد الحياة، وشجاعة أولئك الذين خاطروا بحياتهم من أجل إنقاذ الآخرين، وتعاطف جميع الذين دعمونا في أحلك ساعاتنا.
أُنشئ النصب التذكاري والمتحف التذكاري الوطني لمركز التجارة العالمي في 11 سبتمبر سابقًا بصفته مؤسسة غير ربحية 501(سي)(3) من أجل جمع الأموال وإدارة تخطيط النصب التذكاري وبناءه. اجتمع مجلس الإدارة لأول مرة في 4 يناير 2005، ووصل إلى هدف المرحلة الأولى من جمع الأموال (350 مليون دولار) في أبريل 2008. الغرض من استخدام هذه الأموال والأموال الإضافية هو من أجل بناء النصب التذكاري والمتحف.
في عام 2003، أطلقت مؤسسة تنمية مانهاتن المسابقة التذكارية لموقع مركز التجارة العالمي، وهي مسابقة دولية من أجل تصميم نصب تذكاري في موقع مركز التجارة العالمي لإحياء ذكرى الأرواح المفقودة في 11 سبتمبر. قدم الأفراد والفرق من جميع أنحاء العالم مقترحات التصميم. في 19 نوفمبر 2003، اختارت لجنة التحكيم المكونة من 13 عضوًا ثمانية متسابقين. اختير نموذج انعكاس الغياب الذي صممه ميخائيل أراد وبيتر ووكر، ليكون التصميم الفائز في 6 يناير 2004. ويتكون من حقل أشجار تقطعه بركتان كبيرتان تمثل آثار أقدام البرجين التوأمين. تُرتب الأشجار المتساقطة (السنديان الأبيض المستنقعي) في صفوف وتشكل عناقيد غير منتظمة وبساتين. تقع الحديقة على مستوى الشارع، فوق المتحف التذكاري. أُدرجت أسماء ضحايا الهجمات (بما في ذلك أولئك من البنتاغون، ورحلة الخطوط الجوية الأمريكية 77، ورحلة الخطوط الجوية المتحدة 93، وتفجير مركز التجارة العالمي لعام 1993) على الحواجز المحيطة بالشلالات في ترتيب ذي مغزى «تقاربات ذات معنى». يوجد جزء من جدار الطين المصمم أصلًا من أجل اختراق نهر هدسون، نحو نصف ما أراد دانيال ليبسكيند الحفاظ عليه، في المتحف. في 14 يناير 2004، جرى الكشف عن التصميم النهائي للنصب التذكاري لموقع مركز التجارة العالمي في مؤتمر صحفي في النصب التذكاري الوطني للقاعة الفيدرالية.

وفقًا للتكليف الصادر عن مؤسسة تنمية مانهاتن السفلى (إل إم دي سي)، تمتلك المؤسسة التذكارية لمركز التجارة العالمي وتدير وتمول النصب التذكاري والمتحف. أعلن جون سي وايتهيد -رئيس (إل إم دي سي) والمؤسسة استقالته في مايو 2006 وحل الرئيس السابق كيفين رامبي محله في (إل إم دي سي). استبدل عمدة مدينة نيويورك مايكل بلومبرج وايتهيد بصفته رئيسًا للنصب التذكاري ومتحف 11 سبتمبر الوطني. قال رئيس اللجنة التنفيذية للمؤسسة توماس جونسون يوم 9 مايو 2006:
اتُخذ قرار عدم السعي إلى بذل جهود جديدة من أجل جمع الأموال حتى يمكن تحقيق الوضوح الكامل فيما يتعلق بتصميم المشروع وتكاليفه. برزت مخاوف التكلفة علانية الأسبوع الماضي مع الكشف عن تقديرات من قبل مدير البناء -ليند ليز غروب- التي أشارت أن النصب التذكاري والمتحف سيكلفان 672 مليون دولار، وأن الأمر سيكلف ما مجموعه 973 مليون دولار على الأقل من أجل تطوير إعداد النصب التذكاري بالكامل مع محطات التبريد والطرق والأرصفة والمرافق وجدران الأساس المستقرة. وقدرت تقديرات في وقت سابق من هذا العام تكلفة المتحف التذكاري والمتحف التذكاري بـ 494 مليون دولار.
استقال جريتشين ديكسترا من منصب الرئيس والمدير التنفيذي لمؤسسة مركز التجارة العالمي في 26 مايو 2006. عُين جوزيف سي دانيلز رئيسًا ومديرًا تنفيذيًا في أكتوبر 2006. خُففت المشاريع التذكارية، وخُفضت الميزانية إلى 530 مليون دولار. بدأ بناء النصب التذكاري في أغسطس 2006، وعلى الرغم من التأخير، كان واثقًا من انتهاء متحف 11 سبتمبر التذكاري الوطني في 11 سبتمبر 2011.